# Armenische Nationalbibliothek
Die Armenische Nationalbibliothek (arm. Հայաստանի Ազգային Գրադարանⓘ Hayastani Azgayin Gradaran) in Jerewan ist die Nationalbibliothek von Armenien.

## Geschichte
Die heutige Nationalbibliothek geht auf die 1832 gegründete Bibliothek des Gymnasiums von Jerewan zurück. Zwischen 1925 und 1990 war die Bibliothek nach Alexander Mjasnikow (armenisch Alexander Mjasnikjan) benannt. Diese Bibliothek wurde 1990 zur armenischen Nationalbibliothek.
Das heutige Hauptgebäude entstand 1939 und ist ein Werk des neoklassizistischen Architekten Alexander Tamanjan.

## Bestände und Nutzung
Die Bibliothek verfügt über die weltweit größte Sammlung armenischer gedruckter Literatur, darunter ein Exemplar von Urbatagirk, dem ersten gedruckten Buch in armenischer Sprache (Venedig 1512). Mit Stand vom 1. Januar 2015 verfügte die Bibliothek über mehr als 6,3 Millionen Medieneinheiten. Sie wird täglich von etwa 900 Personen genutzt und leiht pro Jahr um 1,5 Millionen Medieneinheiten aus.

## Galerie

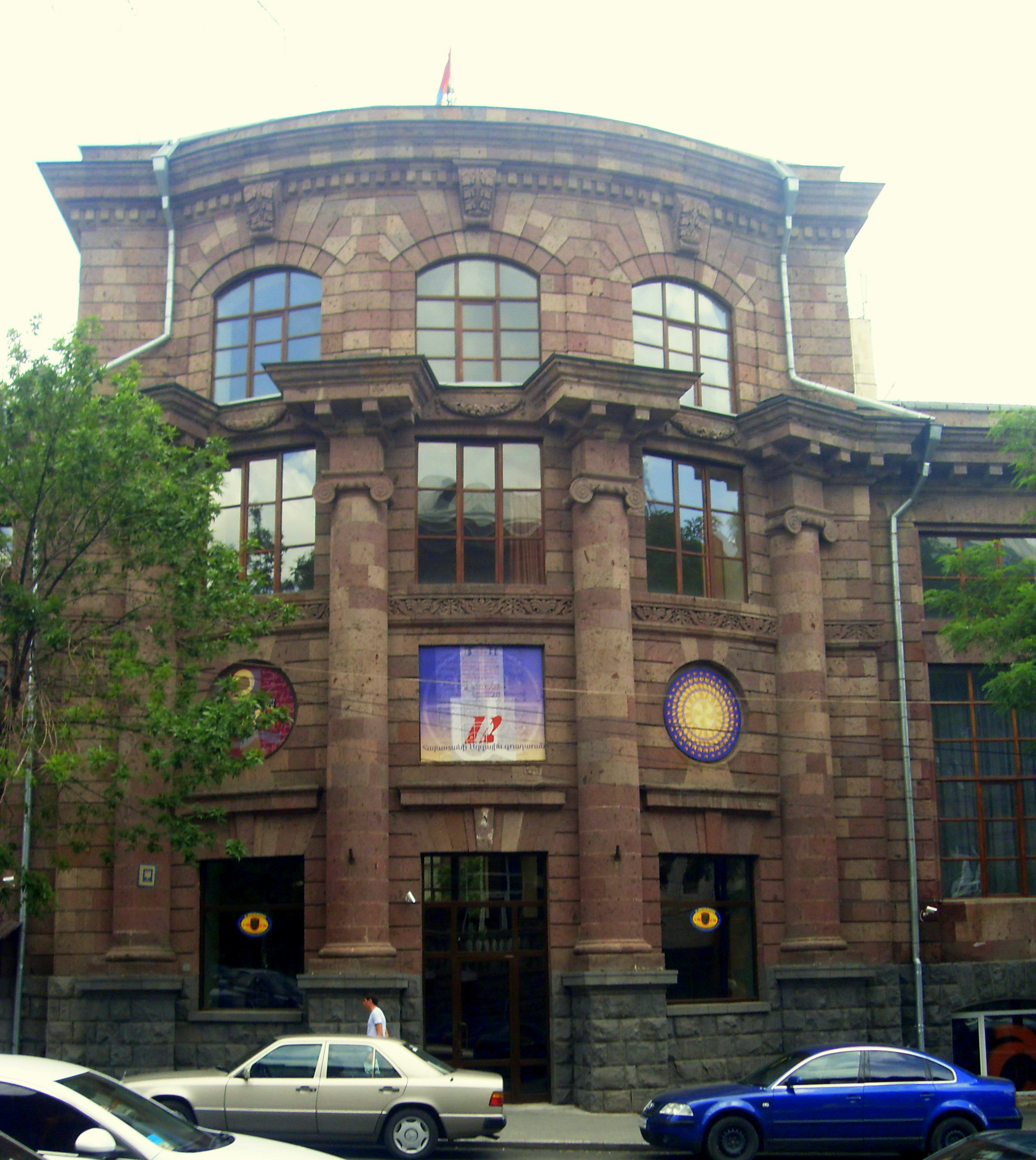
Hauptgebäude (2013)
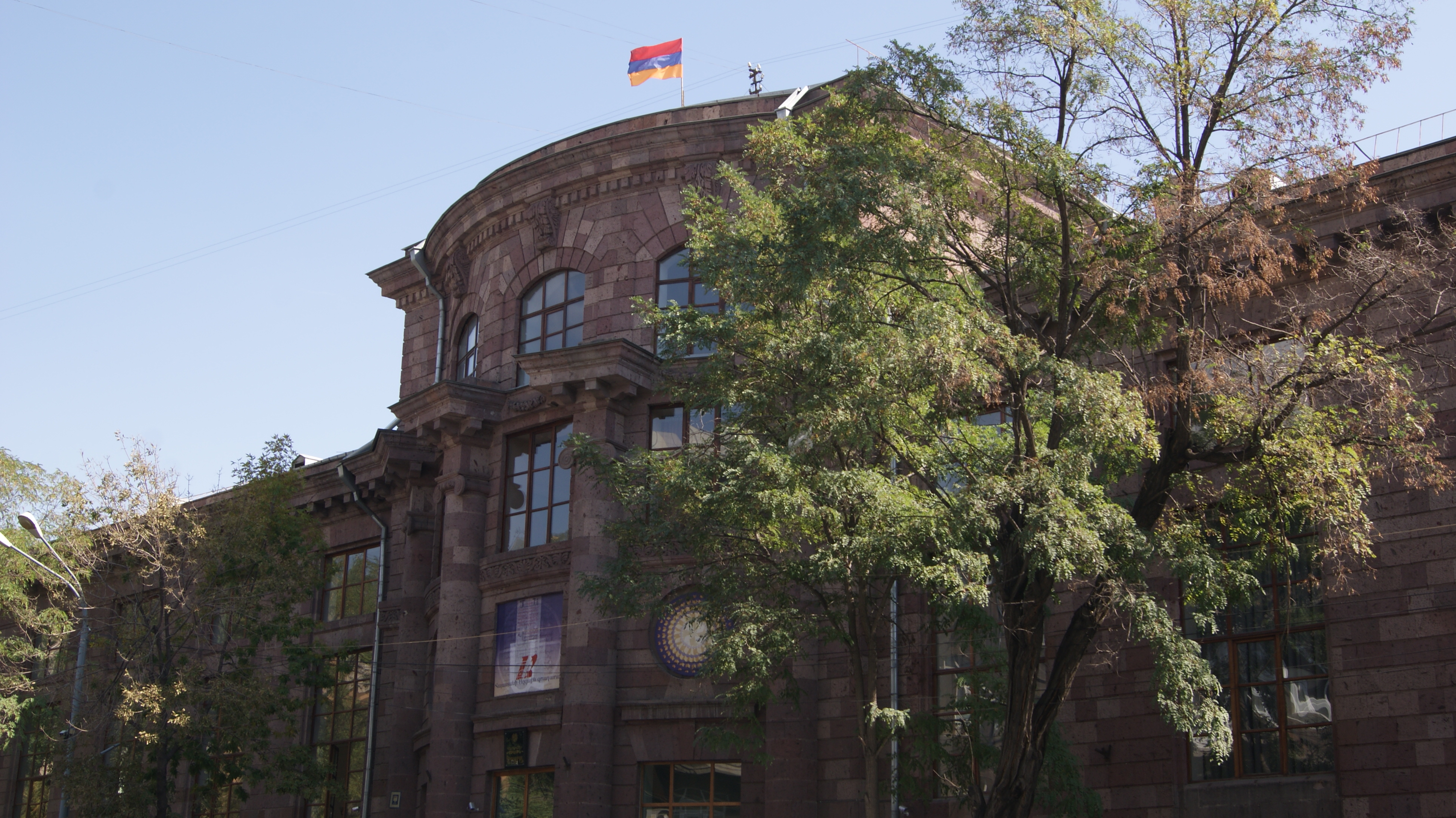
Seitenansicht mit Nationalflagge (2015)
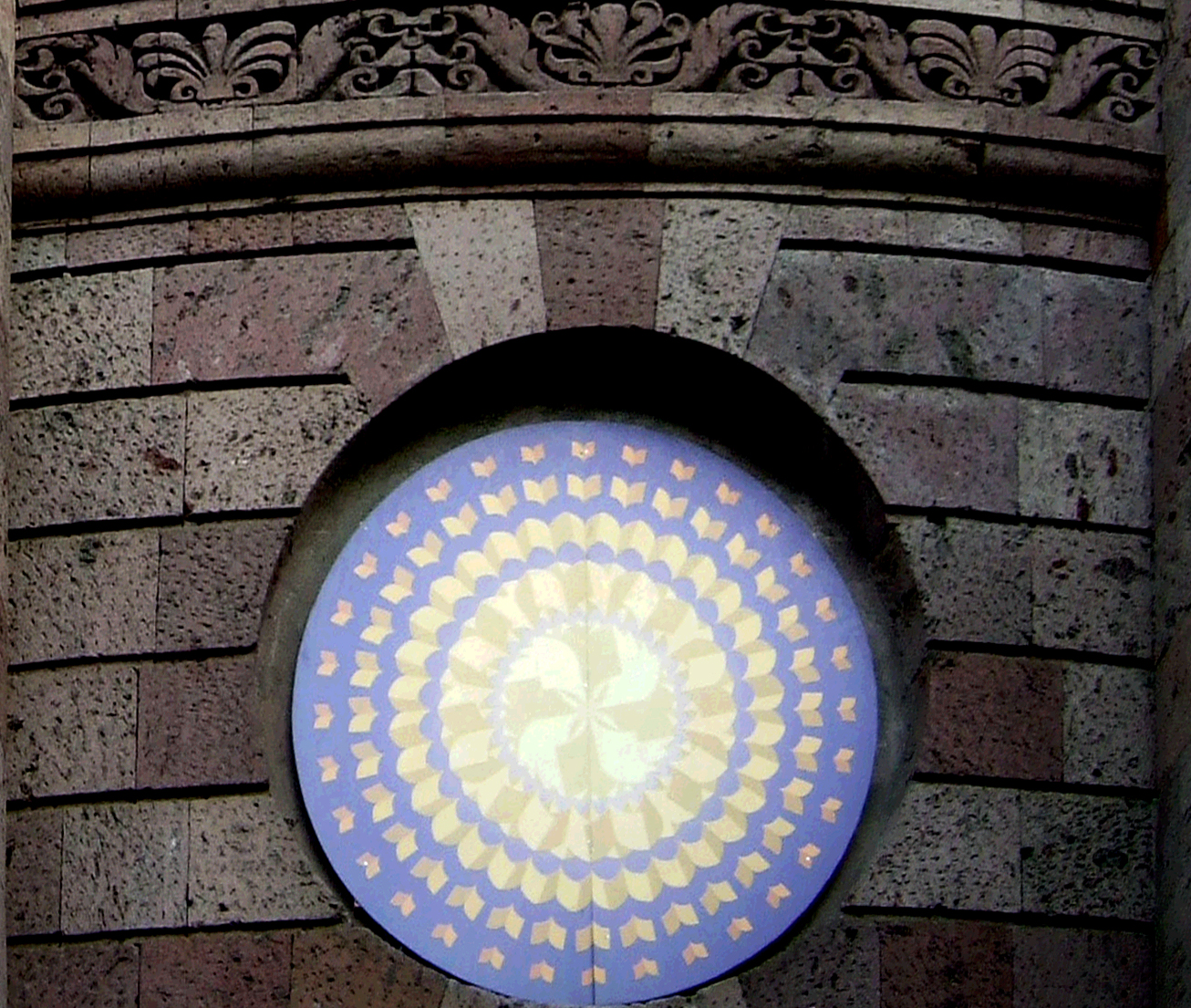
Emblem an der Fassade (2013)
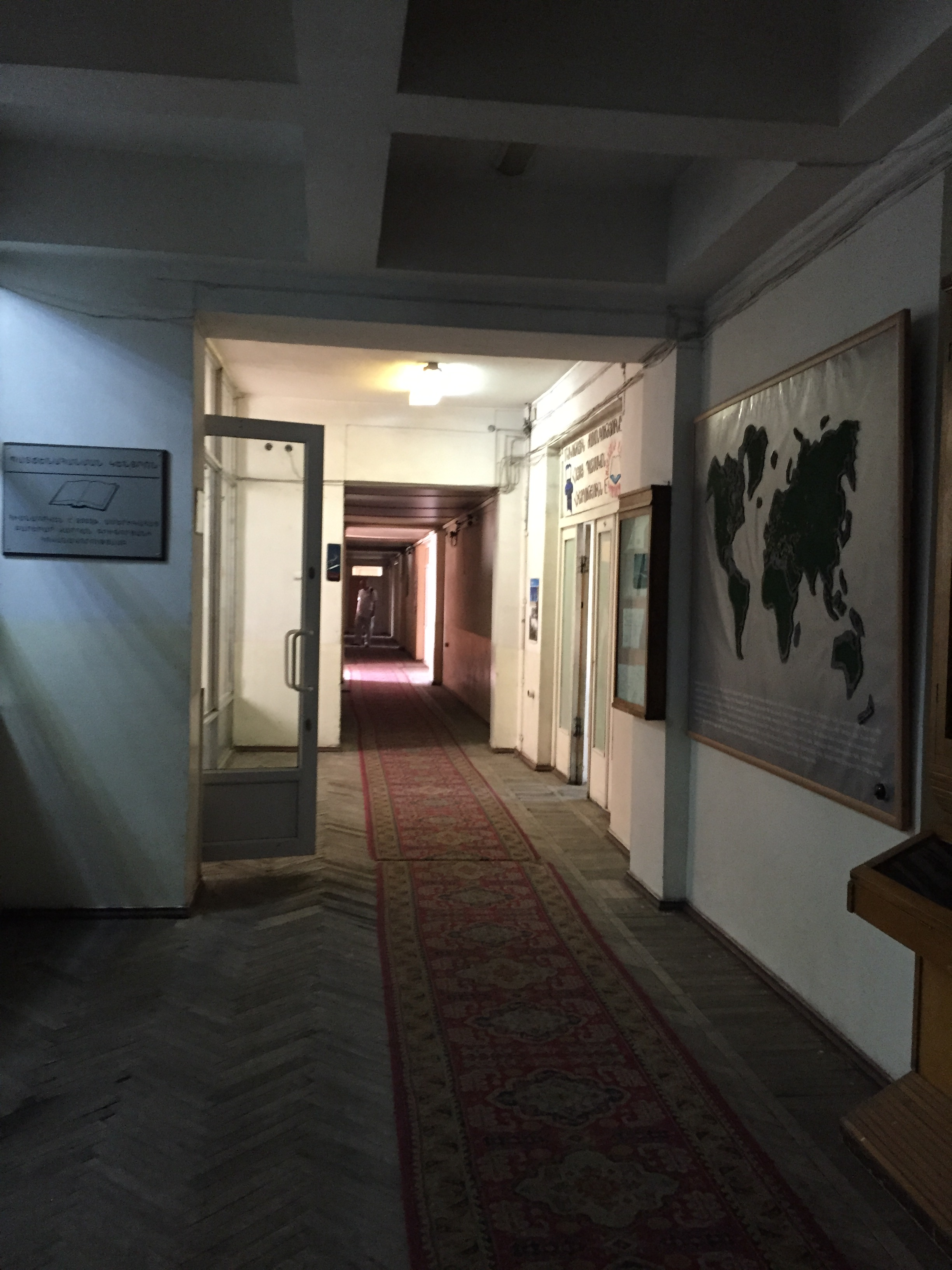
Ein Flur (2015)
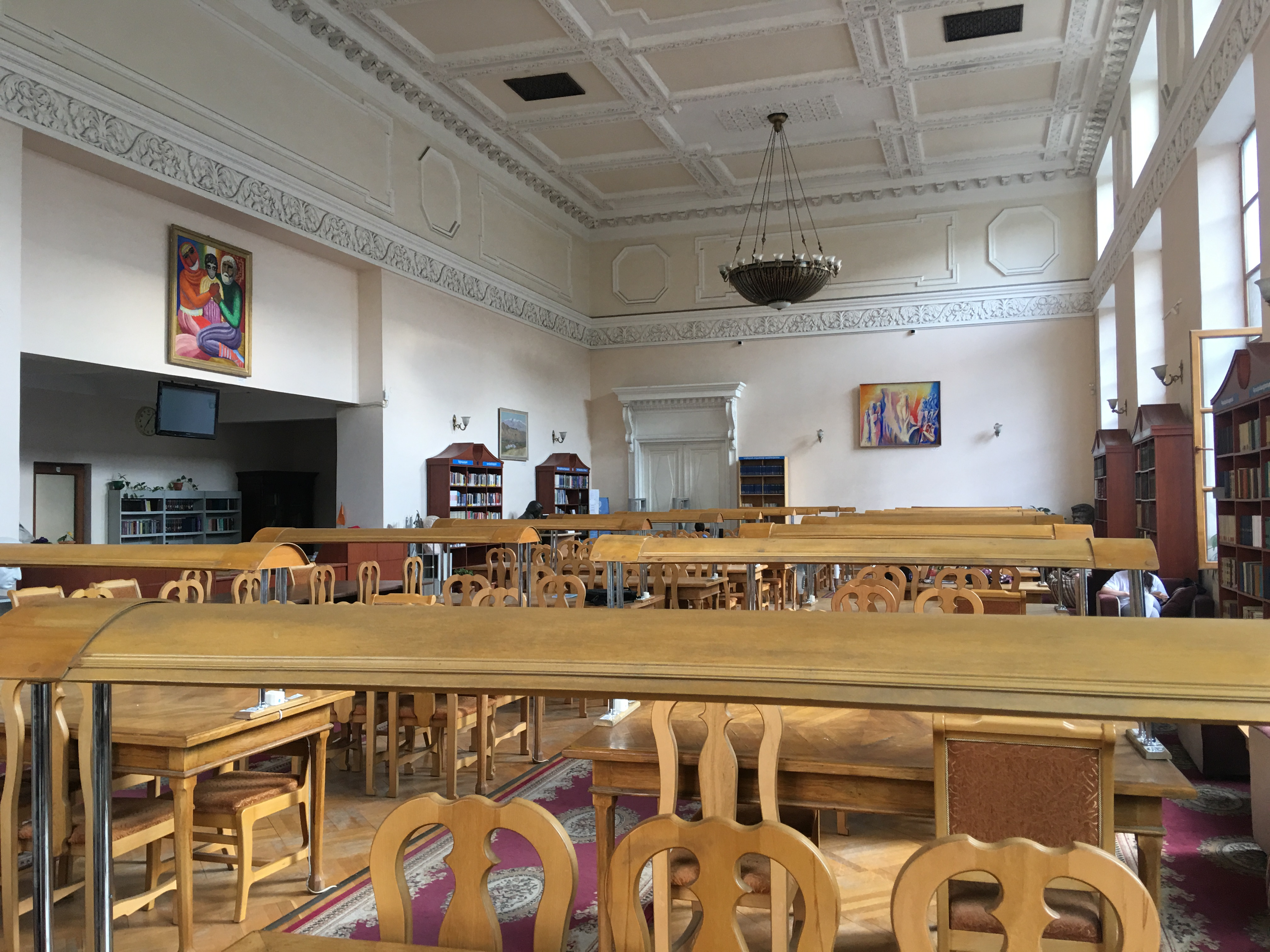
Lesesaal (2018)
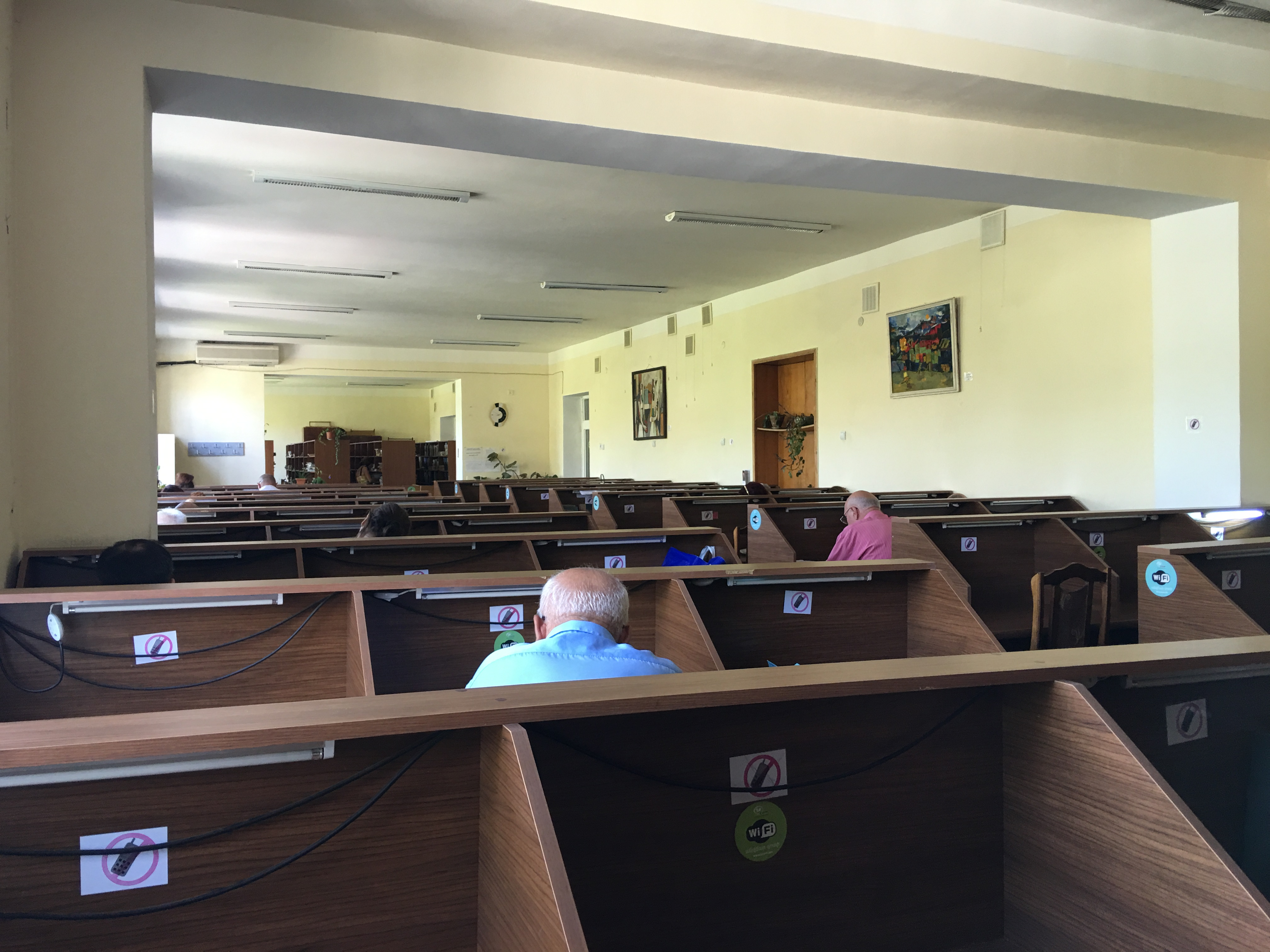
Lesesaal (2017)
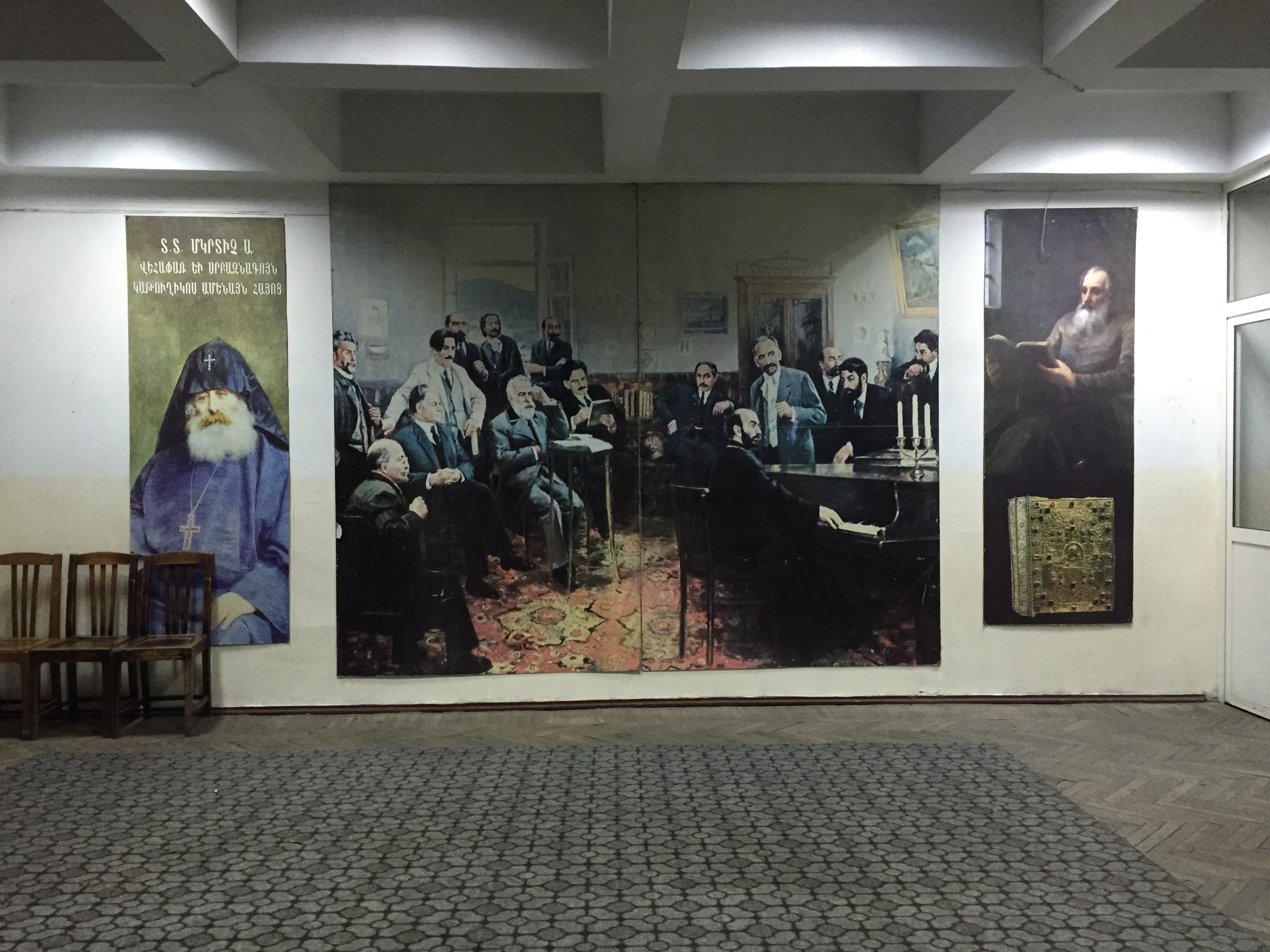
Wandbild (2015)
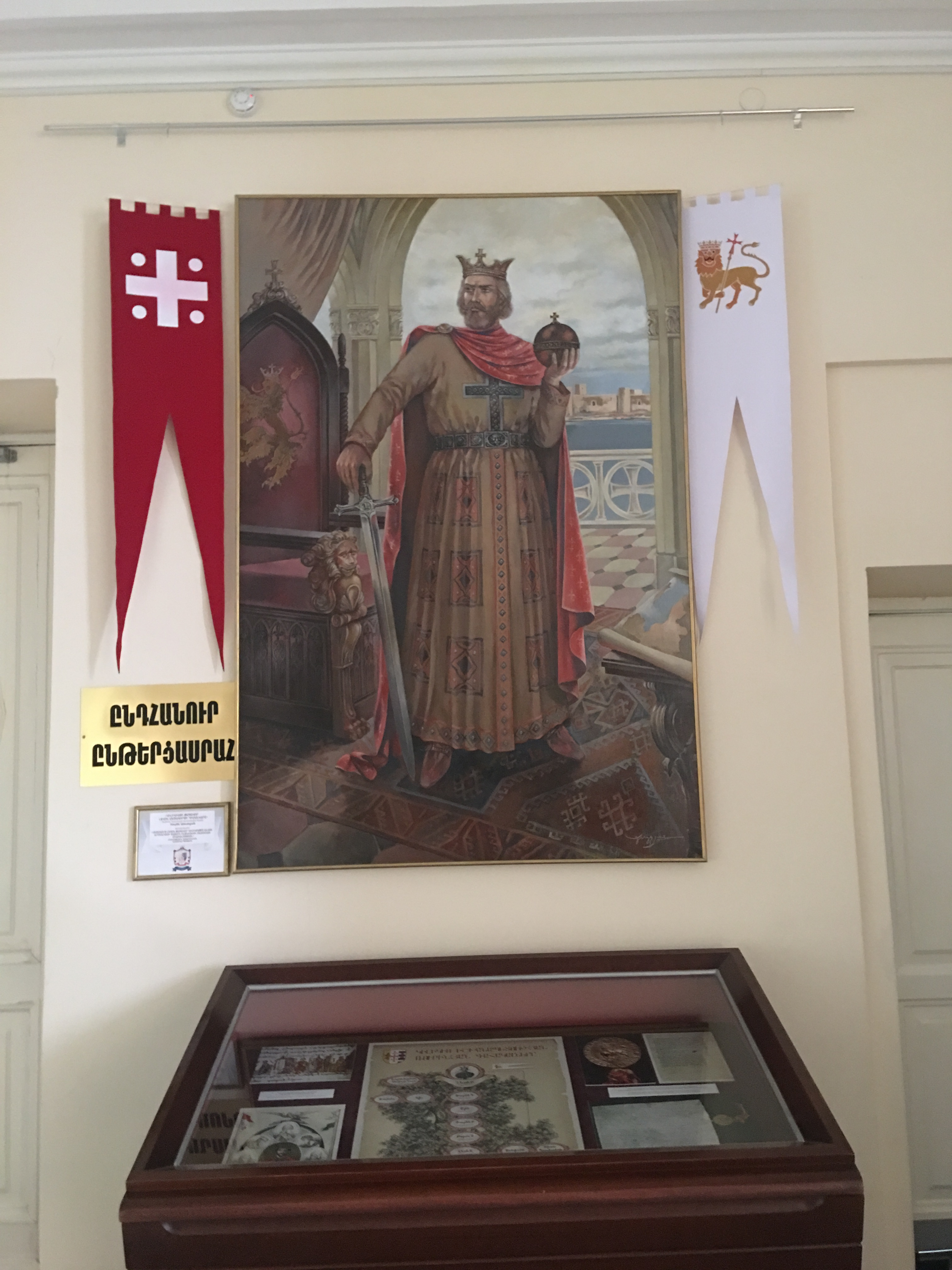
Vitrine und Wandbild (2018)